# VF modulátor

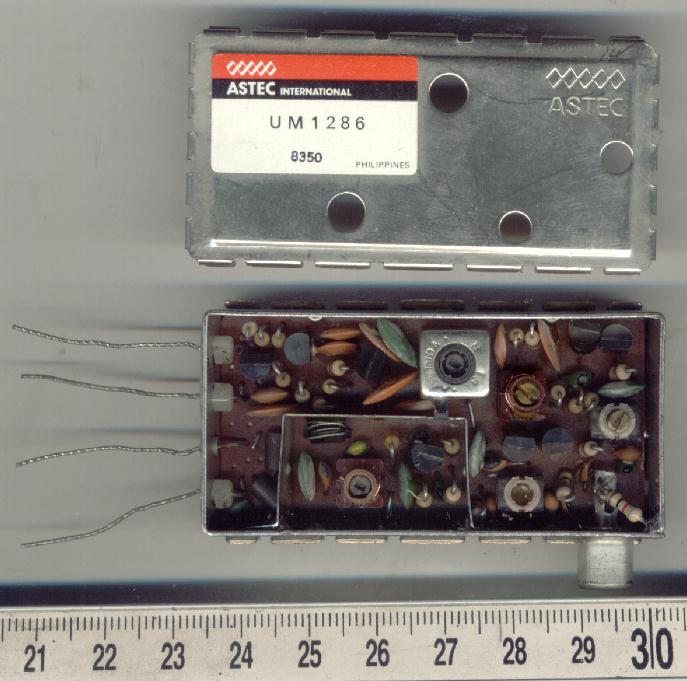
UHF modulátor ASTEC UM 1286 se sejmutým horním krytem

VF modulátor, vysokofrekvenční modulátor (anglicky RF modulator, radio frequency modulator) je elektronický modul nebo samostatné zařízení, které umožňuje připojit přístroj produkující videosignál k televizoru nebo zvukový přehrávač k rozhlasovému přijímači (zpravidla autorádiu) pomocí anténního konektoru. VF modulátor mění signál v základním pásmu na vysokofrekvenční signál, který připojený televizor nebo rozhlasový přijímač zpracovává stejně jako signály z vysílače přijaté anténou.
Před zavedením speciálních video konektorů se VF modulátory používaly pro připojení videorekordérů, domácích počítačů, DVD přehrávačů a herních konzolí k televiznímu přijímači. Podobně lze VF modulátor použít pro reprodukci signálu z externího zařízení na starších autorádiích, která nemají externí vstup (zpravidla označovaný AUX).

## Historie
Anténní konektor je standardním vstupem i nejstarších televizorů. Před zavedením speciálních video konektorů jako SCART byl anténní konektor jediným vstupem televizních přijímačů, kterým se přiváděl signál z televizního vysílače přenášený rádiovými vlnami a přijatý anténou. Když se na trhu objevila zařízení, která potřebovala televizní přijímač pro zobrazování, jako například videorekordéry, domácí počítače, herní konzole, případně DVD přehrávače, byl VF modulátor jedinou možností, jak tato zařízení připojit k televizoru bez zásahu do televizoru.
Herní konzole 1. až 5. generace měly obvykle vestavěný VF modulátor umožňující používat obrazovku a reproduktor televizoru jako výstupní zařízení. Herní konzole 5. až 8. generace obvykle umožňovaly použití externího modulátoru připojeného ke kompozitnímu výstupu. Na obskurních online trzích se donedávna prodávaly VF modulátory umožňující připojit televizor naladěný na kanál 3 ke staršímu zařízení s RCA kompozitním výstupem.
Relativně pozdější vstup DVD přehrávačů na trh způsobil, že většina přehrávačů kromě těch nejstarších neměla vestavěný VF modulátor, ale v případě potřeby bylo možné použít externí konvertor.
Novější televizory začaly být vybavovány konektory pro kompozitní video, S-Video a komponentní video (ať v podobě trojice konektorů Cinch nebo konektoru SCART), u nichž modulace a demodulace signálu odpadá. VF modulátory proto přestaly standardním vybavením nových video- a audiozařízení a jsou dostupné pouze jako výrobky třetích stran, sloužící pro připojení novějších zařízení ke starému televizoru.

## Kanály
Zatímco zařízení prodávaná v Evropě, Jižní Africe a Hongkongu měla obvykle VF modulátor pro UHF kanály 30–39, v Severní Americe se používaly modulátory pro kanál 3 a 4 označované anglicky channel 3/4 output, protože pozemní televize v této oblasti zpravidla nevysílala na kanále 3 a nikdy ne v jednom místě na kanálech 3 i 4, takže se bylo možné vyhnout vzájemnému rušení mezi modulátorem a televizním vysíláním. Zařízení prodávaná v Japonsku používala kanál 1 nebo 2 (nebo kanály 13–16 u konvertorů pro kabelové sítě).

## Omezení
VF modulátor moduluje požadovaný signál na nosnou vlnu o standardizované frekvenci. Používá se amplitudová nebo frekvenční modulace, podle toho, co požaduje přijímací zařízení.
Modulace TV signál se stereofonním zvukem je poměrně složitá; většina laciných domácích TV modulátorů produkovala pouze jednokanálový zvuk. I některé jednotky, které měly dva nebo více audio vstupů, jednoduše kombinovaly levý a pravý audio kanál do jednoho monofonního signálu. Některé modulátory používané u nejstarších domácích počítačů zvukový modulátor vůbec neměly. Většina levnějších modulátorů (tj. neurčených pro profesionální použití) neprovádí potlačení druhého postranního pásma.
Samostatné TV modulátory zpravidla mají anténní vstup a televizní výstup, a kromě signálu z modulátoru propouštějí do televizoru i signál z antény s malou vloženou ztrátou způsobenou přidaným zařízením. Některé modulátory přenášejí anténní vstup na výstup vždy, jiné anténní vstup odpojují, když zařízení připojené k modulátoru produkuje signál, aby se zabránilo rušení.
Kvůli modulaci a následná demodulaci signálu v televizoru nebývá kvalita obrazu a zvuku zpracovaného VF modulátorem vysoká.

## Použití

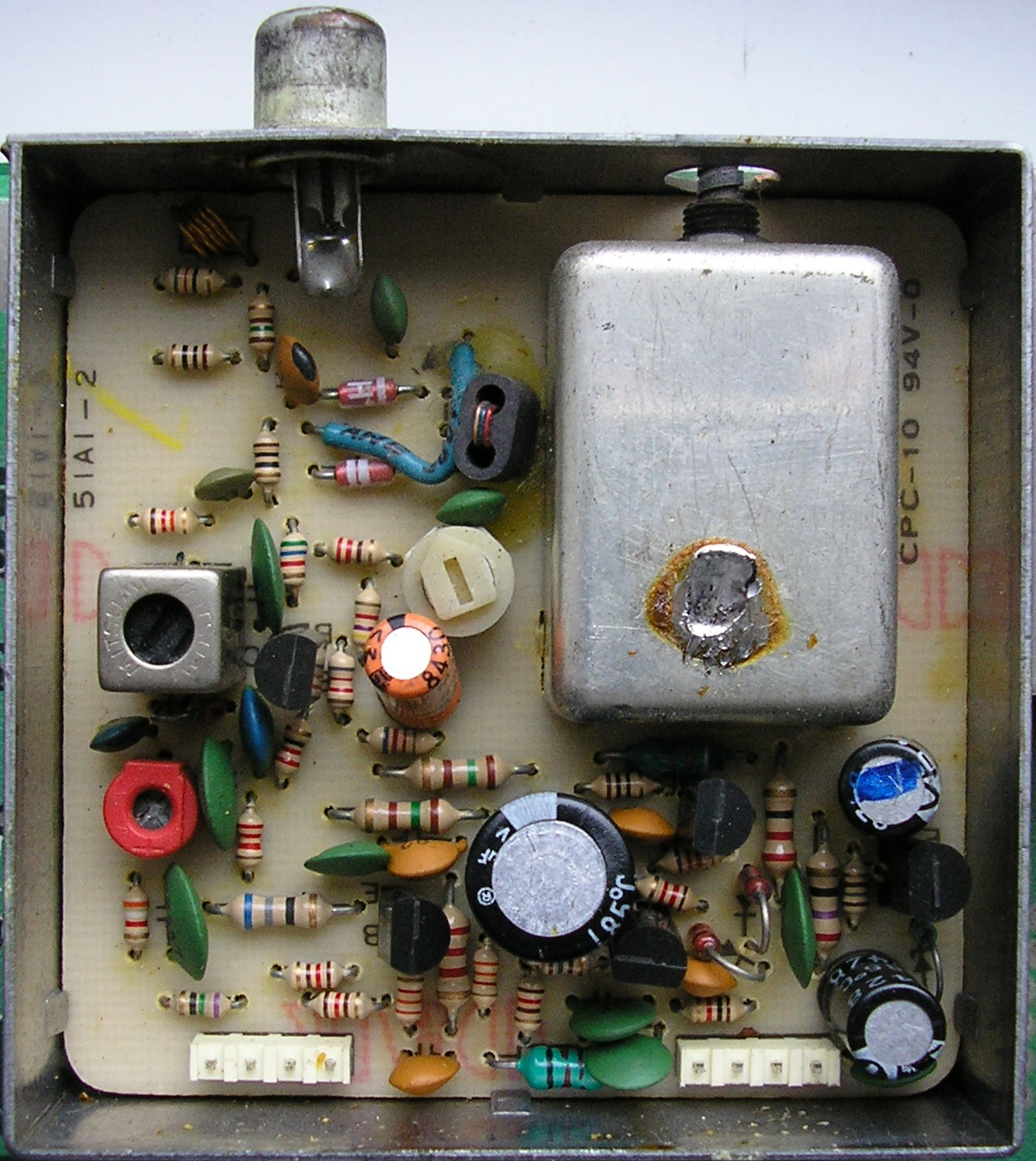
VF modulátor pro systém PAL v počítači Commodore 64 z roku 1984

### Vestavěné modulátory
Starší videa, herní konzole až po 4. generaci, 8bitové a 16bitové domácí počítače měly VF modulátor obvykle zabudovaný.

### Broadcasting modulátory

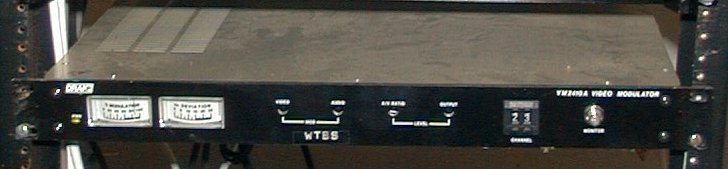
Modulátor Agile pro kabelovou televizi

Některá zařízení se dodávala s externím modulátorem, který se připojoval k zařízení i k anténnímu konektoru televizoru. Jeden důvod pro toto je, že zařízení která produkují VF signál musí být obecně certifikována regulačním úřadem, a při použití externího VF modulátoru stačí certifikace samotného modulátoru, nikoli celého videoherního systému.
Vstupem externího modulátoru může být PAL nebo NTSC kompozitní video nebo RGB či YUV složkové video a audio, ze kterého modulátor vytváří kompletní vysokofrekvenční signál, který je přiveden na anténní konektor televizoru a zpracován jako signál z televizního vysílače přijatý anténou.
Pro domácí distribuci audia nebo videa se často používají vícekanálové VF modulátory s více audio- a videovstupy a jedním VF výstupem. Ke vstupům jsou připojena zařízení, jako například DVD přehrávač, videorekordér nebo satelitní přijímač, a modulátor vysílá VF signál určité frekvence, který je přijímán televizorem naladěným na příslušný kanál. Takovéto modulátory mohou způsobovat rušení kabelové televize. Pro jeho odstranění je třeba používat frekvenční filtry.
„Profesionální“ modulátory používané pro šíření signálu v rozvodech kabelové televize obecně provádějí filtrování zbytkového postranního pásma, který modulátory „spotřebních“ zařízení nemají.
Audio VF modulátory se používají v laciných autorádiích, aby na nich bylo možné přehrávat výstup např. z CD přehrávače nebo telefonu bez potřeby upravovat přístrojovou desku. Modulátor vysílá slabý rádiový signál FM v pásmu velmi krátkých vln, který je autorádio schopné zachytit a reprodukovat. Automobilové FM modulátory mají problémy se zhoršenou kvalitou signálu a rušením. Stejný princip používají také iPody a podobné přenosné přehrávače.